# Vojvodstvo Estonija (1561. – 1721.)
Vojvodstvo Estonija (šve.: Hertigdömet Estland, est.: Eestimaa hertsogkond, njem.: Herzogtum Estland) također poznato kao Švedska Estonija, (šve. Svenska Estland) je vojvodstvo ili domena Švedskog Carstva od 1561. sve do 1721. kada je ovo područje ustupljeno Ruskom Carstvu Ugovorom u Nystadu nakon kapitulacije u Velikom sjevernom ratu. Ovaj švedski dominion je nastao kada su se sjeverni dijelovi današnje Estonije ujedinili pod švedskom vlašću 1561. Grad Reval i okruzi Harjumaa, zapadna Virumaa, Raplamaa i Järvamaa su se predali 1561., a Läänemaa osvojen je 1581. Ovo doba je također kod Estonaca kolokvijalno poznato kao "dobro staro švedsko doba" (est. vana hea Rootsi aeg). Taj izraz nije korišten prije ruske vladavine.

## Povijest
Vojvodstvo je nastalo 1584. za Livonskog rata, kad je švedska vojska zauzela sjevernu Estoniju (današnje okruge Harju, Viru, Järva i Lääne).
Krajem 15. stoljeće oko tadašnje Terre Mariane izrasle su dvije velike sile Poljsko-Litvanska Unija, koja je već zauzela dobar dio juga, i Velika Moskovska Kneževina koja je osvojila Novgorod na istoku. 
Više diplomacijom negoli ratnim pobjedama, Velika Kneževina Litvanija dobila je Terru Marianu raspuštanjem Teutonskog viteškog reda 1561.
Moskovski car Ivan Grozni je 1558. zauzeo Narvu i prodro duboko u Estoniju donoseći sa sobom uništenje, a Šveđani su tek 1581. uspjeli protjerati rusku vojsku.
Posljednji biskup Biskupije Ösel-Wiek (Saare-Lääne) prodao je 1559. otoke
Zapadnoestonskog arhipelaga Danskoj, ali su ih Šveđani do 1645. uspjeli anektirati.
Nakon Altmarskog primirja 1629., kojim je okončan Prvi poljsko-švedski rat, Poljsko-Litavska Unija predala je Švedskoj veći dio Terre Mariane.
Posljednje južne dijelove Terre Mariane pod kontrolom Poljsko-Litvanske Unije 
Šveđani su zauzeli 1645. i otad je cijela zemlja bila pod njihovom vlašću.
Dugotrajni ratovi ostavili su zemlju razorenu, jer su brojni feudi ostali bez kmetova pa je zemlja opustošena. Taj prazni prostor djelomično su popunili strani koloni koji su ubrzo asimilirani. 
To je također dalo priliku germaniziranim feudalcima da uvećaju svoje feude, dignu poreze i traže više prisilnog rada od svojih kmetova.
U Estoniji se vrijeme švedske vladavine ponekad naziva Dobrim starim švedskim vremenima (est.: Vana hea Rootsi aeg). 
Povjesničari su podijeljeni oko toga jeli to legenda ili stvarnost, da li je stanovništvo doista mislilo da je to razdoblje bolje od vremena ranijih vladara.
Za švedske vladavine provedene su neke reforme s ciljem da se smanji utjecaj lokalnog germaniziranog
plemstva, u korist domicilnog estonskog seljaštva.
Ubrzo nakon što je Karlo XI. postao punoljetan 1672., livonski feudalci morali su dokumentima dokazati vlasništvo nad svojim feudima. Ukoliko to nisu mogli, feudi su im oduzeti u ime monarhije, pa su postajali obični zakupci.
Za švedske vladavine osnovano je Sveučilište u Tartuu, Gimnazija Gustava Adolfa i Žalbeni sud u Tartuu.
Švedska Estonija raspala se nakon poraza Karla XII. u Bitci kod Poltave 1709., od snaga cara Petra Velikog.
Vladavina je de facto završila 1710., kad su sve švedske baltičke domene kapitulirale pred ruskim postrojbama u završnoj fazi Velikog sjevernog rata.
Tragovi švedske vladavine još su uvijek jasno vidljivi po otocima Ruhnu i Vormsi u primjerima 
drvene arhitekture i crkvama.

## Vanjske poveznice
- Estonians and Swedes go back a long way (engl.)